# Susan Blakely
Susan Blakely (* 7. September 1948 in Frankfurt am Main, Hessen) ist eine US-amerikanische Schauspielerin.

## Leben
Blakely ist die Tochter eines Offiziers der United States Army, der in Deutschland stationiert war. Anfang der 1970er Jahre arbeitete sie als Fotomodell. Als Schauspielerin debütierte sie mit einer größeren Rolle in der Fantasykomödie Unter Wilden aus dem Jahr 1972. Im Katastrophenfilm Flammendes Inferno (1974) spielte Blakely an der Seite von Steve McQueen, Paul Newman und Richard Chamberlain.
Für ihre Rolle in der Miniserie Reich und Arm (1976) gewann Blakely im Jahr 1977 den Golden Globe Award, außerdem wurde sie 1976 für den Emmy Award nominiert. Für ihren Auftritt in der darauffolgenden Miniserie Reich & arm II wurde sie 1977 erneut für den Emmy Award nominiert. Im Fernsehdrama Der Bunker (1981), in dem sie an der Seite des Adolf Hitler spielenden Anthony Hopkins auftrat, übernahm sie die Rolle von Eva Braun. Für ihre Hauptrolle der Frances Farmer in der Filmbiografie Will There Really Be a Morning? (1983) wurde sie 1984 für den Golden Globe nominiert.
Im Actionfilm Over the Top (1987) spielte Blakely die Rolle von Christina Cutler-Hawk, der Ex-Ehefrau von Lincoln Hawk (Sylvester Stallone) und Tochter von Jason Cutler (Robert Loggia). In der mit zwei Auszeichnungen preisgekrönten Independent-Filmkomödie Hungry Hearts (2002) übernahm sie eine der Hauptrollen.
In der US-Serie Falcon Crest gastierte sie in der 9. Staffel (1990) in der Rolle der Anne Bowen.
In der 5. Staffel der US-amerikanischen Sitcom Two and a Half Men verkörpert Blakely die Schriftstellerin Angie. Sie und Charlie Harper (Charlie Sheen), einer der Hauptcharaktere der Sendung, haben in den Episoden 5.18 und 5.19 eine Kurzbeziehung miteinander.
Blakely war in erster Ehe seit 1969 mit Todd Merer verheiratet. Ihr zweiter Ehemann ist seit 1982 der Filmproduzent Steve Jaffe.

## Filmografie (Auswahl)
- 1972: Unter Wilden (Savages)
- 1973: So wie wir waren (The Way We Were)
- 1974: Flammendes Inferno (The Towering Inferno)
- 1974: Brooklyn Blues – Das Gesetz der Gosse (The Lords of Flatbush)
- 1975: Der einsame Job (Report to the Commissioner)
- 1975: Capone
- 1976: Reich und Arm (Rich Man, Poor Man, Miniserie, 9 Folgen)
- 1976: Reich & arm II (Rich Man, Poor Man – Book II, Miniserie, eine Folge)
- 1979: Airport ’80 – Die Concorde (The Concorde: Airport ’79)
- 1981: Der Bunker (Fernsehfilm)
- 1983: Will There Really Be a Morning? (Fernsehfilm)
- 1986: Die Androiden – Sie sind unter uns (Annihilator, Fernsehfilm)
- 1987: Over the Top
- 1989: Dream a Little Dream
- 1990: Falcon Crest (Fernsehserie, 3 Folgen)
- 1991: Wilde Sehnsucht (Wildflower, Fernsehfilm)
- 1992: Russian Holiday
- 1989–1994: Mord ist ihr Hobby (Murder, She Wrote, Fernsehserie, 4 Folgen)
- 1993: Mutter, laß mich nicht allein (No Child of Mine, Fernsehfilm)
- 1994: Walker, Texas Ranger (Fernsehserie, Folge 2x18 Entführt)
- 1999: Final Crash – Concorde in den Tod
- 2000: Mord am Abgrund (Her Married Lover)
- 1995, 2000: Diagnose: Mord (Diagnosis Murder, Fernsehserie, 2 Folgen)
- 2002: Hungry Hearts
- 2008: Two and a Half Men (Fernsehserie, 2 Folgen)
- 2018: This Is Us (Fernsehserie, Folge 2x15  Ich kann es sehen)